# رودريك مكدونالد
رودريك مكدونالد (9 أبريل 1945 بجاكسونفيل في الولايات المتحدة - 17 يناير 2015 في الولايات المتحدة) (بالإنجليزية: Roderick McDonald)‏ هو لاعب كرة سلة أمريكي في مركز هجوم صغير الجسم. لعب مع يوتاه ستارز.

## وصلات خارجية
- رودريك مكدونالد على موقع سبورتس رفرنس (الإنجليزية)
- رودريك مكدونالد على موقع ريلجم (الإنجليزية)
- رودريك مكدونالد على موقع بروبوليرز (الإنجليزية)